# Guerra birmano-siamese (1785-1786)
La guerra birmano-siamese del 1785–86 fu un conflitto militare combattuto tra la dinastia Konbaung della Birmania e la dinastia Chakri del Siam, l'odierna Thailandia. È conosciuta in Thailandia anche come guerra dei nove eserciti, tante furono le armate impiegate dai birmani nell'invasione del Siam, ed è stata considerata la più grande guerra combattuta in Thailandia.

## Premesse
Il re birmano Bodawpaya perseguì un'ambiziosa campagna per estendere il proprio dominio sul Siam, 18 anni dopo che le armate birmane avevano posto fine al glorioso Regno di Ayutthaya, sconfiggendo i siamesi e distruggendone la capitale Ayutthaya nel 1767. I siamesi approfittarono delle invasioni del nord della Birmania da parte dei cinesi, che costrinsero i birmani a richiamare le truppe di occupazione del Siam per fronteggiare la minaccia. Nello stesso periodo, i birmani dovettero fronteggiare una rivolta dei mon nel sud del Paese.
Il generale siamese Taksin riunificò il Paese e nel 1768 fu acclamato sovrano del nuovo Regno di Thonburi. I birmani avevano invaso nuovamente il Siam durante il regno di Taksin, che li aveva respinti diverse volte ed aveva loro sottratto il controllo del Regno Lanna, nell'odierna Thailandia del Nord. Nel 1782, re Taksin fu deposto da una rivolta che venne sedata dal suo generale Chao Phraya Chakri. Quest'ultimo salì al trono del nuovo Regno di Rattanakosin con il nome regale postumo Rama I, fondando la dinastia Chakri e la nuova capitale Rattanakosin, conosciuta in Occidente come Bangkok. I birmani si apprestarono alla nuova invasione del Siam galvanizzati dopo che nel gennaio 1785 avevano conquistato per la prima volta nella loro storia il vicino Regno Arakan, guidati dal nuovo re Bodawpaya.

## Svolgimento

### Spiegamento delle armate
Bodawpaya lasciò la capitale Amarapura, nell'Alta Birmania, e preparò l'invasione a Martaban, nel sud, non lontano dalla frontiera siamese. Furono impiegati 144 000 uomini divisi in 9 armate, 2 destinate ad attaccare il sud, 5 il centro e 2 il nord. Problemi organizzativi lo indussero a dare il via alle operazioni malgrado non fossero stati preparati rifornimenti sufficienti, una circostanza che sarebbe stata fatale alle sue truppe.
Un primo esercito di 10 000 uomini fu radunato nell'estremo sud, a Mergui, e queste truppe invasero il Siam via mare, occupando Ranong e penetrando poi all'interno fino a Chumphon. Un secondo esercito, anch'esso di 10 000 uomini, entrò in Siam via terra partendo da Tavoy, giunse a Ratchaburi e Phetchaburi per poi ricongiungersi alla prima armata dislocata a Chumphon.
Un esercito birmano di 30 000 uomini proveniente da Toungoo fu dispiegato nel nord del Siam e giunse a Chiang Saen. Penetrò in territorio Lanna con il piano di attaccare Chiang Mai, Lampang e Sukhothai, per convergere quindi sulla capitale Bangkok. Un'armata di avanguardia con 11 000 soldati fu mandata al passo delle Tre Pagode, in direzione di Bangkok, precedendo il grosso dell'esercito, composto da 50 000 uomini. La retroguardia era formata da 12 000 uomini. Un altro grosso esercito si preparava a Martaban comandato da re Bodawpaya, pronto a dirigersi su Bangkok passando a sua volta per il passo delle Tre Pagode. Un ultimo esercito entrò nel centro-nord del Siam giungendo a Tak, con l'obbiettivo di prendere Kamphaeng Phet e puntare su Bangkok.
Rama I riuscì a radunare 70 000 uomini, che furono suddivisi in quattro armate: una assegnata a Ratchaburi con il compito di sorvegliare il sud e garantire l'approvvigionamento dei rifornimenti dal mare, una schierata a Nakhon Sawan per fronteggiare gli attacchi da nord, 30 000 uomini furono affidati al generale Maha Sura Singhanat, fratello del re, con il compito di fronteggiare l'enorme numero di truppe birmane che avevano valicato il passo delle Tre Pagode. Il quarto esercito fu guidato da Rama I nei dintorni di Bangkok, con la funzione di raccordo tra le armate siamesi.

### Battaglie nel nord
Dopo la cattura di Phitsanulok da parte dei birmani, un esercito siamese mosse verso nord per arginare l'avanzata del nemico. Nel frattempo il principe Lanna Kavila di Lampang riuscì ad opporsi ai birmani, e nonostante la netta inferiorità numerica riuscì a rallentare considerevolmente l'esercito invasore e ad infliggergli numerose perdite, mentre attendeva il grosso delle forze in arrivo da Bangkok, che raggiunse Lampang e la liberò dall'assedio. L'armata birmana entrata a Tak fu fermata e respinta da un esercito siamese a Rahaeng.

### Battaglia di Lardya
Nel frattempo, nel centro del Paese il Palazzo Davanti siamese Maha Sura Singhanat, fratello di Rama I, condusse le sue truppe contro quelle nemiche, guidate personalmente dal re birmano in attesa al passo delle Tre Pagode. I due eserciti si affrontarono in campo aperto ai piedi delle montagne a Lardya, nei pressi di Kanchanaburi. La strategia messa in atto da Maha Sura Singhanat fu mirata anche a confondere i birmani, facendo ritirare nella notte le truppe ordinando che tornassero alla mattina, facendo credere al nemico che erano nuove truppe giunte a formare un esercito più grande di quanto lo fosse in realtà. Il comandante siamese fece anche sparare dai cannoni proiettili in legno ottenuti dalla foresta circostante, procurandosì così una scorta enorme di munizioni. L'estenuante e decisiva battaglia vide prevalerere i siamesi, che interruppero i collegamenti birmani e lasciarono il nemico senza rifornimenti, costringendolo al ritiro.

### Battaglie nel sud
Dopo il trionfo a Lardya, Maha Sura Singhanat guidò le proprie truppe verso sud e disperse i birmani a Ratchaburi, continuando poi a discendere la penisola malese. I birmani avevano intento occupato Nakhon Si Thammarat ed erano giunti a Songkhla, dove furono bloccati da una rivolta popolare guidata dal monaco Phra Maha Boonchuey, permettendo l'arrivo dell'armata di Maha Sura Singhanat che mise in fuga gli invasori birmani. Il monaco in seguito sciolse i voti e fu ricompensato da Rama I con un titolo nobiliare e un'alta carica nell'amministrazione locale.

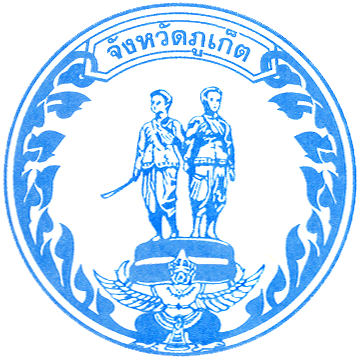
Lo stemma odierno della provincia di Phuket, in cui sono raffigurate le sue eroine Chan e Muk

Durante la guerra fu eroica anche la difesa di Phuket, dove i birmani giunti via mare furono respinti da una rivolta capeggiata dalle sorelle Chan, vedova del governatore di Thalang, e Muk. La battaglia ebbe luogo nel marzo 1785 e alla fine del conflitto Rama I premiò il coraggio delle due donne conferendo loro i titoli nobiliari Thao Thepkasattri e Thao Sri Sunthorn.
Continuando verso sud, l'esercito siamese guidato da Maha Sura Singhanat liberò anche Pattani. Questa serie di vittorie indusse i vicini sultanati malesi di Kedah, Perlis, Kelantan e Terengganu a sottomettersi al Siam diventandone vassalli. Il sultano di Kedah durante il conflitto fece atto di sottomissione sia ai thai che ai birmani, ma nello stesso periodo cedette alla Compagnia britannica delle Indie Orientali l'isola di Penang, nel tentativo di ottenere la protezione degli inglesi in funzione anti siamese e anti birmana. Tale accordo fu formalizzato nel 1791, 5 anni dopo che i britannici avevano preso possesso dell'isola. I siamesi avrebbero invaso Kedah nel 1821, riprendendone il controllo, ratificato dai britannici con il trattato Burney del 1826. Negli anni successivi, Kedah non sarebbe più stata governata da un sultano.

## Ripresa delle ostilità nel 1786
Oltre alla mancanza di rifornimenti, la sconfitta birmana fu dovuta anche al frazionamento dell'esercito in 9 armate, che permise ai thai di concentrare le controffensive su contingenti birmani meno imponenti e più facili da attaccare. Nonostante il suo esercito fosse stato distrutto, Bodawpaya non si rassegnò alla sconfitta e riorganizzò le truppe, nel 1786 tentò nuovamente di invadere il Siam concentrando i propri uomini in un'unica grande armata. Attraversato il passo delle Tre Pagode e giunto nella provincia di Kanchanaburi, l'esercito birmano, guidato dal viceré, fu nuovamente sconfitto a Dindaeng e a Samsop da due armate condotte da Rama I e dal  Palazzo Davanti. Il viceré birmano riuscì a stento a salvarsi e i siamesi si impadronirono di armi, cavalli ed elefanti lasciati dai birmani in fuga.